# تیتی پرنس برنارد
تیتی پرنس برنارد (نام علمی: Callicebus bernhardi) نام یک گونه از سرده تیتی است.این گونه به صورت بوم زاد در برزیل یافت می شود.ابن به برای نخستین بار در سال ۲۰۰۲ میلادی توسط مارک ون روسلمان و روژل میترمیر توصیف علمی و نامگذاری شد.این میمون در اکثر اوقات صدایی به زوگ-زوگ مانند از خود بیرون می دهد.